# گولدز (فلوریدا)
گولدز (به انگلیسی: Goulds) یک منطقهٔ مسکونی در ایالات متحده آمریکا است که در شهرستان میامی-دید، فلوریدا واقع شده‌است. گولدز ۷٫۷ کیلومتر مربع مساحت و ۱۰٬۱۰۳ نفر جمعیت دارد و ۳ متر بالاتر از سطح دریا واقع شده‌است.